# Callulina meteora
Espèce
Statut de conservation UICN

 CR B1ab(iii) : 
En danger critique
Callulina meteora est une espèce d'amphibiens de la famille des Brevicipitidae.

## Répartition
Cette espèce est endémique de Tanzanie. Elle se rencontre de 1980 à 2 100 m d'altitude dans les monts Nguru.

## Publication originale
- Menegon, Gower & Loader, 2011 : A remarkable new species of Callulina (Amphibia: Anura: Brevicipitidae) with massive, boldly coloured limb glands. Zootaxa, no 3095, p. 415-26.